# Croix des Douleurs
La croix des Douleurs est un menhir christianisé situé à Batz-sur-Mer, dans le département de la Loire-Atlantique.

## Description
Il s'agit d'un menhir qui a été retaillé en croix au IXe siècle. La croix était autrefois dressée près d'un chemin. Il suffisait de s'y frotter pour guérir ses rhumatismes, d'où elle tire son nom de Croix des Douleurs, ou de la stérilité. Toujours selon la légende locale, lorsqu'une querelle de ménage éclate dans le bourg, la croix se met à pleurer.

## Localisation
La croix est située « rue du Général-de-Gaulle » entre les numéros 22 et 24.

## Protection
Le monument est inscrit au titre des monuments historiques en 1944.